# Бахшян Анаїт Нерсесівна
Анаїт Нерсесівна Бахшян (вірм. Անահիտ Ներսեսի Բախշյան, 20 вересня 1947, Єреван) — депутат національних зборів Вірменії (2007 — 2012), вдова вбитого віце-спікера Юрія Бахшяна.

## Біографічні відомості
Народилась 20 вересня 1947 року в Єревані.
- 1965—1970 — факультет фізики Єреванського державного університету.
- 1972—1981 — вчителька фізики в Єреванській школі № 103.
- 1981—1989 — методист відділу народної освіти Шаумянского району (м. Єреван).
- 1989—1998 — заступник директора школи № 162 імені Сіаманто.
- 1999—2007 — директор школи № 27 імені Д. Демірчяна.
- 2007—2012 — депутат національних зборів Вірменії. Член партії «Спадщина».